# Список песен Анны Герман

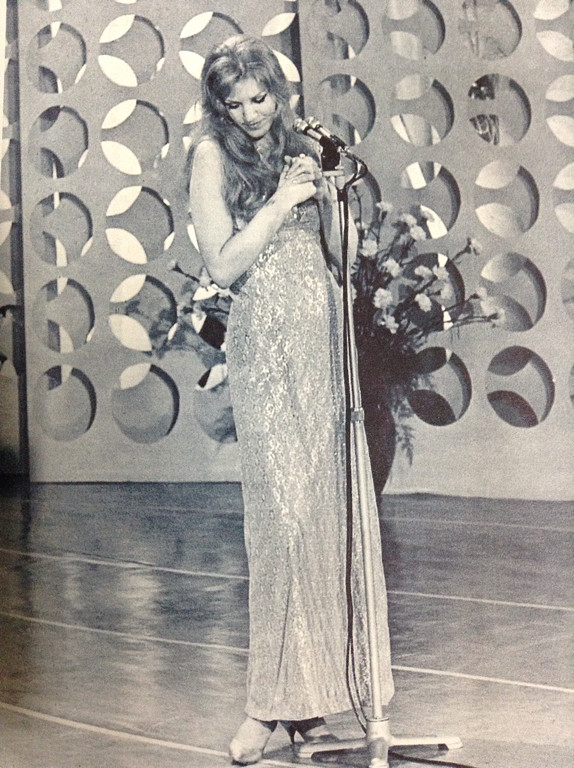

Список отражает эстрадный репертуар польской певицы Анны Герман.

## Песни на русском языке
| Год  | Название                     | Автор музыки                        | Автор слов                                     | Примечание                                                        |
| ---- | ---------------------------- | ----------------------------------- | ---------------------------------------------- | ----------------------------------------------------------------- |
| 1965 | Двое                         | Фельцман Оскар                      | Шаферан Игорь                                  |                                                                   |
| 1965 | Ночной разговор              | Фрадкин Марк                        | Лазарев Владимир                               |                                                                   |
| 1965 | Без тебя                     | Гамалия Вадим                       | Дербенёв Леонид                                |                                                                   |
| 1965 | По грибы                     | Гамалия Вадим                       | Танич Михаил                                   |                                                                   |
| 1965 | Город влюблённых             | Гамалия Вадим                       | Орлов Виктор                                   |                                                                   |
| 1965 | Снежана                      | Фельцман Оскар                      | Соколов Владимир                               | Также была записана в дуэте с Ирмой Сохадзе                       |
| 1965 | Не спеши                     | Бабаджанян Арно                     | Евтушенко Евгений                              |                                                                   |
| 1974 | Надежда                      | Пахмутова Александра                | Добронравов Николай                            |                                                                   |
| 1974 | Мой бубен                    | Экимян Алексей                      | Гамзатов Расул, Козловский Яков (перевод)      |                                                                   |
| 1974 | Я жду весну                  | Мартынов Евгений                    | Дементьев Андрей                               |                                                                   |
| 1974 | Ты, только ты                | Цвинар Кшиштоф                      | Цвинар Кшиштоф, Кохановский Игорь (перевод)    | Дуэт со Стаханом Рахимовым                                        |
| 1974 | Я к тебе не подойду          | Тухманов Давид                      | Дербенёв Леонид, Шаферан Игорь                 |                                                                   |
| 1974 | Давняя игра                  | Герман Анна                         | Кохановский Игорь                              |                                                                   |
| 1974 | Грошики фантазий             | Герман Анна                         | Новак А., Эппель Асар (перевод)                |                                                                   |
| 1974 | Ты, мама                     | Фельцман Оскар                      | Кохановский Игорь, Фархади Раим                |                                                                   |
| 1974 | Песня (И было небо голубое)  | Герман Анна                         | Казакова Римма                                 |                                                                   |
| 1974 | Берёза                       | Мовсесян Георгий                    | Бровка Петрусь, Хелемский Яков (перевод)       |                                                                   |
| 1974 | Дождик                       | Чубатый Роман                       | Кузнецов Валентин                              |                                                                   |
| 1974 | Незабытый мотив              | Майоров Роман                       | Кохановский Игорь                              |                                                                   |
| 1974 | Случайность                  | Экимян Алексей                      | Долматовский Евгений                           |                                                                   |
| 1974 | Я люблю танцевать            | Панченко Виктор                     | Кохановский Игорь, Яковлев Михаил              |                                                                   |
| 1974 | Чтобы счастливым быть        | Кукульский Ярослав, Славинский Янош | Кудельский Анджей, Кохановский Игорь (перевод) |                                                                   |
| 1975 | Гори, гори, моя звезда       | Булахов Пётр                        | Чуевский Василий                               |                                                                   |
| 1975 | Из-за острова на стрежень    | неизвестный                         | Садовников Дмитрий                             |                                                                   |
| 1975 | И меня пожалей               | Пахмутова Александра                | Гофф Инна                                      |                                                                   |
| 1975 | Осенняя песня                | Бояджиев Понайот                    | Сергеев Владимир                               |                                                                   |
| 1975 | Письмо Шопену                | Бояджиев Понайот                    | Кохановский Игорь                              |                                                                   |
| 1975 | А он мне нравится            | Шаинский Владимир                   | Жигарев Александр                              |                                                                   |
| 1976 | Когда цвели сады             | Шаинский Владимир                   | Рябинин Михаил                                 |                                                                   |
| 1976 | Любви негромкие слова        | Шаинский Владимир                   | Дубровин Борис                                 |                                                                   |
| 1976 | Далёк тот день               | Майоров Роман                       | Жигарев Александр                              |                                                                   |
| 1976 | Вы хотели мне что-то сказать | Птичкин Евгений                     | Шаферан Игорь                                  |                                                                   |
| 1976 | Колыбельная                  | Блантер Матвей                      | Исаковский Михаил                              |                                                                   |
| 1976 | Дубрава                      | Блантер Матвей                      | Исаковский Михаил                              |                                                                   |
| 1976 | Тропинка                     | Блантер Матвей                      | Исаковский Михаил                              |                                                                   |
| 1976 | Катюша                       | Блантер Матвей                      | Исаковский Михаил                              |                                                                   |
| 1977 | Белая черёмуха               | Добрынин Вячеслав                   | Жигарев Александр                              |                                                                   |
| 1977 | Эхо любви                    | Птичкин Евгений                     | Рождественский Роберт                          | Из кинофильма «Судьба» Записана сольно и в дуэте со Львом Лещенко |
| 1978 | Я помню всё                  | Шаинский Владимир                   | Жигарев Александр                              |                                                                   |
| 1978 | Не забыть этот день          | Добрынин Вячеслав                   | Жигарев Александр                              |                                                                   |
| 1978 | Найду тебя                   | Майоров Роман                       | Жигарев Александр                              |                                                                   |
| 1978 | Ты только осень не вини      | Ривчун Борис                        | Жигарев Александр                              |                                                                   |
| 1979 | Невеста                      | Шаинский Владимир                   | Рябинин Михаил                                 |                                                                   |
| 1979 | Письмо солдату               | Миляев Валерий                      | Иванова Людмила                                |                                                                   |
| 1979 | Весна                        | Иванова Людмила                     | Иванова Людмила                                |                                                                   |
| 1979 | Ах, как мне жаль тебя        | Ашкенази Давид                      | Фогельсон Соломон                              |                                                                   |
| 1979 | Друг дельфин                 | Зубков Валерий                      | Галковская Лидия                               |                                                                   |
| 1979 | Реченька туманная            | Ханок Эдуард                        | Поперечный Анатолий                            |                                                                   |
| 1979 | Выхожу один я на дорогу      | Шашина Елизавета                    | Лермонтов Михаил                               |                                                                   |
| 1979 | Снова ветка качнулась        | Френкель Ян                         | Гофф Инна                                      |                                                                   |
| 1979 | Сумерки                      | Якушенко Игорь                      | Ошанин Лев                                     |                                                                   |
| 1979 | Акварель                     | Майоров Роман                       | Вратарёв Александр                             |                                                                   |
| 1979 | Последняя встреча            | Левашов Валентин                    | Крутецкий Игорь                                |                                                                   |
| 1979 | Пожелание счастья            | Хозак Рафаил                        | Иванова Людмила                                |                                                                   |
| 1980 | Колыбельная                  | Бабаджанян Арно                     | Горохов Анатолий                               |                                                                   |
| 1980 | Люблю тебя                   | Бабаджанян Арно                     | Горохов Анатолий                               |                                                                   |
| 1980 | Кажется                      | Якушенко Игорь                      | Ошанин Лев                                     |                                                                   |
| 1980 | Возвращение романса          | Фельцман Оскар                      | Кохановский Игорь                              |                                                                   |
| 1980 | Костыль                      | Герман Анна                         | Островой Сергей                                |                                                                   |
| 1980 | Идёт ребёнок по земле        | Птичкин Евгений                     | Тарба Иван, Николаевская Елена (перевод)       |                                                                   |
| 1980 | Баллада о небе и земле       | Чубатый Роман                       | Фицовский Ежи, Кохановский Игорь (перевод)     |                                                                   |
| 1980 | Снова мамин голос слышу      | Френкель Ян                         | Шаферан Игорь                                  |                                                                   |
|      | А мне не надо от тебя        | Левашов Валентин                    | Дементьев Андрей                               |                                                                   |
|      | Веришь ли ты в первую любовь | Морозов Александр                   | Рябинин Михаил                                 |                                                                   |
|      | Всё на свете изменяется      | Герман Анна                         | Щипахина Людмила                               |                                                                   |
|      | Всё, что было                | Цвинар Кшиштоф                      | Цвинар Кшиштоф, Кохановский Игорь (перевод)    |                                                                   |
|      | Жар-птица                    | Газарян Владимир                    | Георгиев Геннадий                              |                                                                   |
|      | Ждите весну                  | Майоров Роман                       | Жигарев Александр                              |                                                                   |
|      | Метелица                     | Варламов Александр                  | Глебов Дмитрий                                 |                                                                   |
|      | Наливное яблочко             | Морозов Александр                   | Гин Виктор                                     |                                                                   |
| 1975 | Опять плывут куда-то корабли | Колкер Александр                    | Кашежева Инна                                  |                                                                   |
|      | Останься                     | Морозов Александр                   | Рябинин Михаил                                 |                                                                   |
|      | Подарок милому               | Герман Анна, Славинский Янош        | Сонецка Е., Кохановский Игорь (перевод)        | Русская версия песни                                              |
|      | Русская раздольная           | Куликов Е.                          | Рябинин Михаил                                 |                                                                   |
|      | Тень                         | Кшиштоф Цвинар                      | ?                                              |                                                                   |
|      | Ты опоздал                   | Шаинский Владимир                   | Жигарев Александр                              |                                                                   |

## Песни на других языках
| Год  | Название                       | Язык        | Название в переводе         | Автор музыки                        | Автор слов                        | Примечание |  |
| ---- | ------------------------------ | ----------- | --------------------------- | ----------------------------------- | --------------------------------- | --- |  |
| 1964 | Tańczące Eurydyki              | польский    | Танцующие Эвридики          | K. Gärtner                          | E. Rzemieniecka, A. Wojciechowski | |  |
| 1965 | Na tamten brzeg                | польский    | На тот берег                | Zanders                             | E. Michotek                       | |  |
| 1965 | Ogni volta                     | итальянский | Я вернусь                   | Carlo Alberto Rossi                 | Robifer                           | |  |
| 1965 | Non ho l’età                   | итальянский | Дай мне помечтать           | Nicola Salerno                      | Nicola Salerno, Mario Panzeri     | |  |
| 1965 |                                | польский    | Свет звезды                 | Jerzy Gert                          | Tadeusz Śliwiak                   | |  |
| 1965 | Szedł Atanazy do Anny          | польский    | Солнечный день              | J. Matuszkiewicz                    | J. Gałkowski, B. Choiński         | |  |
| 1965 |                                | итальянский | Всё прошло                  | Daisy Lumini                        | Tritono                           | |  |
| 1965 | The Man I Love                 | английский  | Любимый мой                 | Джордж Гершвин                      | Айра Гершвин                      | |  |
| 1974 |                                | итальянский | Белый конь                  |                                     |                                   | |  |
| 1974 |                                | польский    | Подарок милому              | Герман Анна, Славинский Янош        | Сонецка Е.                        | |  |
| 1974 |                                | польский    | Хватило одного мгновенья    | Кукульский Ярослав, Славинский Янош | Кудельский Анджей                 | |  |
| 1978 | W wielkiej kosmicznej rodzinie | польский    | В большой космической семье |                                     |                                   | |  |
| 1979 | Ave Maria                      |             |                             |                                     |                                   | |  |
|      |                                | польский    | Баллада в жёлтом цвете      | Анна Герман                         | Ежи Михотек                       | Исполнялась в 1974 году на гастролях по СССР. Восстановлена в 2022 году (вокал — А. Рудинская, фортепиано — О. Абросова) |  |
|      | Śnieżna piosenka               | польский    |                             | Марек Сарт, Казимир Корд            |                                   | |  |
|      | Co daje deszcz                 | польский    | Что даёт дождь              | Герман Анна                         | Герман Анна                       | |  |
|      | Ballada o niebie i ziemi       | польский    | Баллада о небе и земле      |                                     |                                   | |  |
|      | Wróć do Sorrento               | польский    | Вернись в Сорренто          | Де Куртис, Эрнесто                  | Де Куртис, Джамбаттиста           | |  |
|      |                                | польский    | Радуйся жизни               |                                     | А. Герман - Гораций               | |  |